# Clasa 43 (BR, HST)
BR Clasa 43 este o locomotivă diesel britanică, care, cuplată de vagoane BR Mark 3, alcătuiește renumitul tren InterCity 125. Proiectat de Sir Kenneth Grange (un faimos proiectant industrial Britanic), acesta a fost introdus spre finalul anilor 1970 pentru a fi utilizate pe rute de mare viteză. Curând trenul a devenit celebru printre pasionați feroviari și mai ales în poporul Britanic. La după aproape 45 de ani de la introducere, acestea încă sunt folosite de mai mulți operatori privați, dar au un viitor incert datorită introducerii trenurilor Hitachi A-train.
Este și cel mai rapid tren diesel din lume, atingând o viteză record de 238 km/h în 1988. De atunci, există revendicări din partea altor locomotive: TEP80 în Rusia în 1993 (271 km/h) și Talgo XXI în Spania în 2002 (254 km/h).

## Istoric
La începutul anilor 1970, Comitetul Căilor Ferate Britanice (British Railways Board, BRB) a decis să înceapă înlocuirea serviciul express de pe liniile principale bazate pe locomotive diesel. Deoarece bugetul limitat nu permitea electrificarea tronsoanelor de cale ferată în masă, o nouă generație de trenuri de mare viteză cu motorizare diesel a fost dezvoltată.
Cu ajutorul experienței de pe locomotivele din Clasa 55, poreclite Deltic, au arătat că o greutate pe osie a locomotivei era esențială pentru a opera locomotiva la viteze mari, fără a avaria calea ferată. Un alt criteriu care trebuia îndeplinit era un motor de mare viteză, deoarece acestea erau singurele care dau un raport putere-greutate optim pentru locomotivele diesel. 

### Prototipul
Prototipul a fost dezvoltat în parcursul anilor 1970-1971 la Centrul Tehnic Feroviar de la Derby, iar locomotivele, inițial intrând în Clasa 41, au fost livrate de la uzinele British Rail Engineering Limited din Crewe în iunie și august 1972. Vagoanele BR Mark 3 au fost livrate de la uzinele Litchurch Lane din Derby, iar echipamentele electrice de la Brush Traction din Loughborough. Motorul locomotivei a fost un ”pionier” deoarece acesta a fost unul complet nou, destinat viitorului tren. Locomotivele, amplasate la fiecare capăt al trenului, aveau fiecare câte un post de conducere, unul cu bot aerodinamic, altul în spate, folosit doar la manevre. A intrat în probe în 1973, iar în 1974, a fost clasat drept o Unitate Multiplă Diesel-Electrică, intrând astfel, sub Clasa 252, pentru a ușura circulația pe rețeaua principală.
După ce probele efectuate în Regiunea de Est au dovedit fiabilitatea locomotivei, unitatea, acum denumită Tren de Mare Viteză Diesel (High-Speed Diesel Train, HSDT), a fost transferată în Regiunea Vestică, și curând pusă la probe cu pasageri pe trenuri între Paddington și Bristol/Weston-super-Mare.
După introducerea trenurilor din producția de serie, prototipul, acum având clasificarea de 43000 și 43001 a fost retras. Locomotivele au fost ulterior restaurate între 2011 și 2014, iar vagoanele au avut o soartă diferită: câteva au fost transformate în vagoane convenționale Mk3, alte câteva au fost converitie pentru a fi utilizate în Trenul Regal Britanic, iar restul au ajuns piese de muzeu.

### Era British Rail (1975-1994)
Prototipul a avut atât de mult succes, încât Regiunile Vest, Est, Scoțiene și Londra-Midland au comandat mai multe unități multiple din acest design. După câteva modificări, trenul, acum denumit High-Speed Train, a intrat în producție, între 1975 și 1982, numerotate de la 43002 la 43197. Printre modificările cele mai vizibile sunt botul restilizat fără tampoane (cuplarea la alte locomotive se face printr-o bară de tracțiune).
HSTurile curând au intrat în circulație pe linia East Coast Main Line (Linia Principală a Coastei de Est) și pe Great Western Mainlines (Linile Principale Great Western), înlocuind locomotivele din Clasa 55, respectiv cele din Clasa 50. Au devenit rapid cunoscute ca trenul de top al British Rail. 

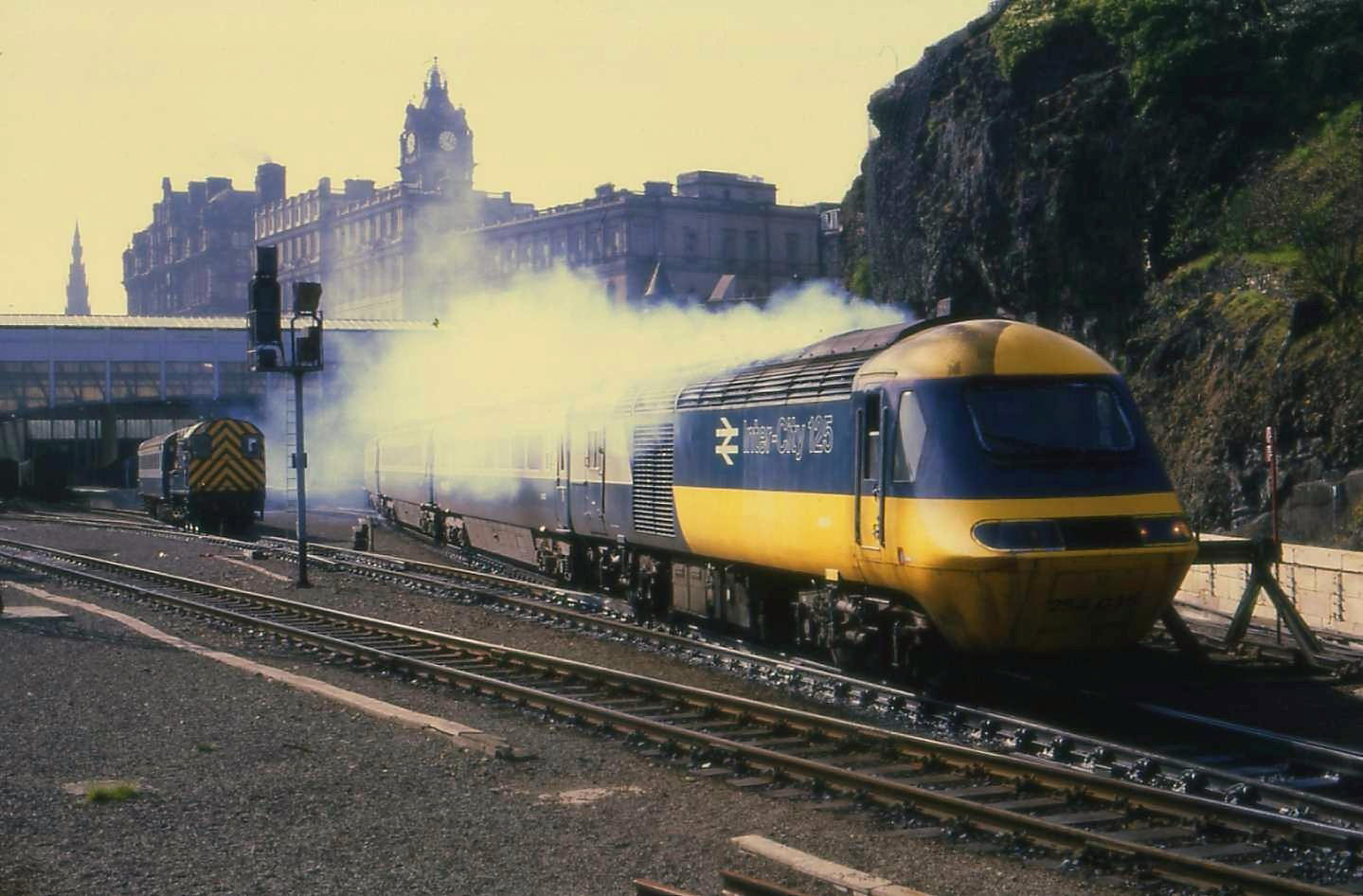
Un HST plecând din Edinburgh Waverley spre finalul anilor 1970

Odată cu sectorizarea British Rail, ele au intrat la sectorul InterCity în 1985. În 1987, când electrificarea East Coast Main Line era în desfășurare, British Rail a realizat că vagoanele noi Mark 4, destinate exclusiv pentru folosirea pe noua rută electrificată, nu vor fi gata la timp. Așadar, la finalul anului 1987, mai multe locomotive au fost modificate pentru a include și tampoane și o cuplă normală. În total 8 locomotive din Clasa 43 (013, 014, 065, 067, 068, 080, 084, 123) au fost modificate: 014 și 123 la Unitatea de Dezvoltare și Inginerie Derby (Derby Engineering Development Unit), iar restul de 6 la atelierele Stratford.
Acestea au fost utilizate între 1987 și 1991 pe ECML, în combinație cu singura locomotivă din Clasa 89 și cu locomotivele din Clasa 91. Odată cu livrarea vagoanelor Mk4 în 1991, acestea au fost mutate pe alte rute. Pe lângă tampoane, acestea foloseau un echipament special telecomandat, care permitea locomotivelor să circule ca Driving Van Trailers (Remorcă Bagaj-Pilot) surrogat. Echipamentul a fost scos odată cu mutarea pe alte rute.

### Era privatizării (1994-prezent)
Între 1994 și 1997, sub guvernul John Major, British Rail a fost privatizată, urmând politica de privatizare inițiată de către Margaret Thatcher în anii 1980. Toate trenurile HST au fost transferate la acești operatori privați.
Odată cu trecerea anilor, trenurile HST au avut parte de mai multe modernizări. Cea mai importantă modernizare a avut loc asupra locomotivelor din Clasa 43 - remotorizările. Pentru a înlocui vechiul și bine-cunoscutul motor Paxman-Valenta, British Rail a experimentat la început între 1987 și 1996 cu motoare Mirrlees Blackstone MB190 în patru exemplare din Regiunea Vestică (43167-43170). Experimentul nu a dus la succese majore. Paxman ulterior a creat un succesor, numit VP185. Dezvoltat și el spre finalul erei British Rail, prima sugestie ca acest motor să fie probat pe o locomotivă din Clasa 43 a fost în ianuarie 1991, iar un acord formal pentru probe a fost realizat în mai 1993.
În timpul testelor, motorul a trebuit să treacă printr-o probă numită ”proba BR”, care a avut loc între decembrie 1993 și februarie 1994. Testul implica completarea a 3000 de cicluri în 10 minute, cu 4 minute la puterea maximă de 3500 CP și alte șase la inactiv, pentru a simula modul de operare standard a locomotivelor. Probele au fost reușite, iar primul motor VP185 a fost motat pe locomotiva 43170, înlocuind motorul Mirrlees-Blackstone MB190. Locomotiva remotorizată a intrat în circulație pe 22 septembrie 1994, purtând numele de Edward Paxman.

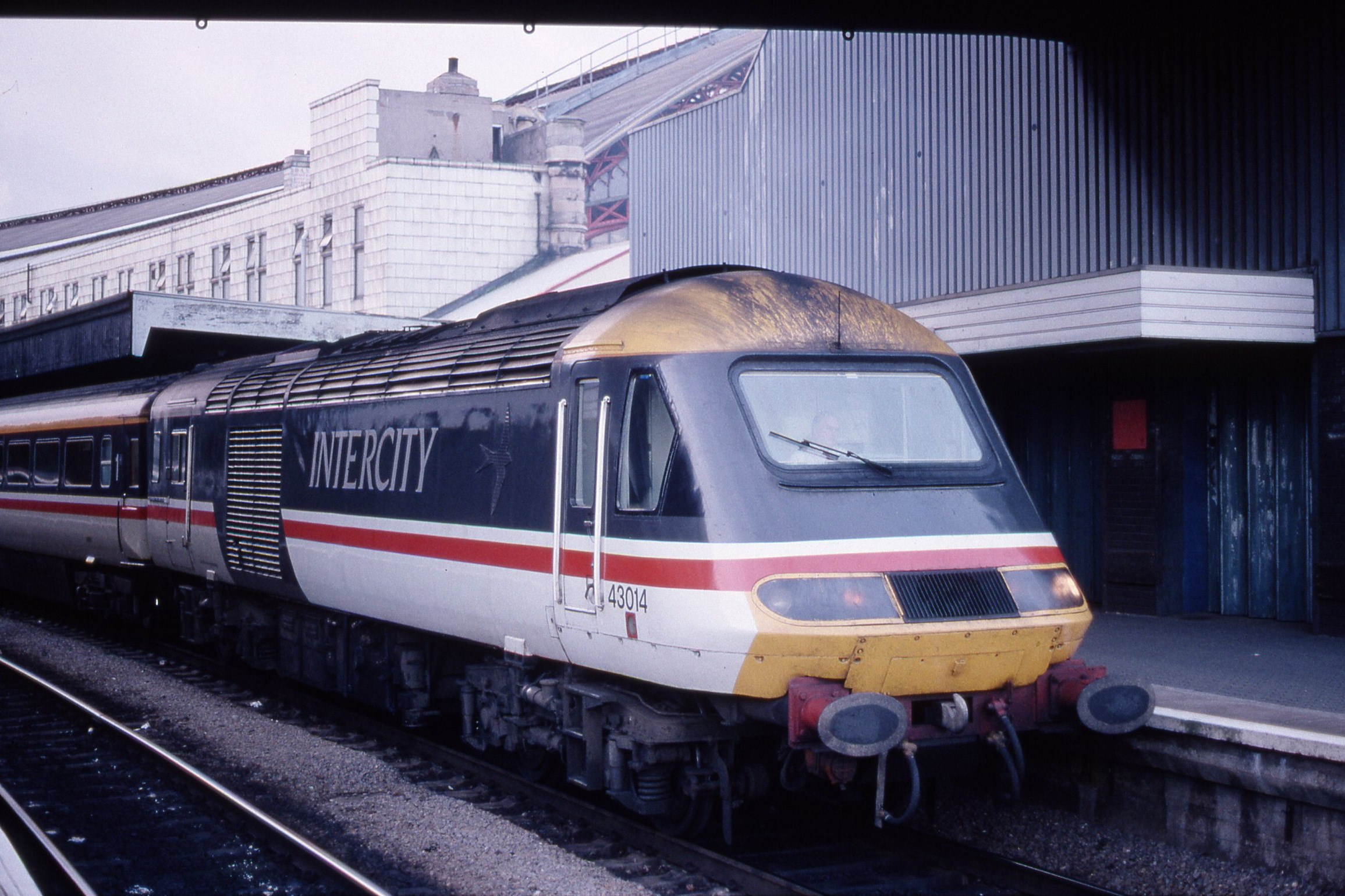
43014 la Bristol Temple Meads pe 6 noiembrie 1994, unul dintre exemplarele dotate cu tampoane

Ultimul motor Paxman VP185 a ieșit din fabrica producătorului din Colchester pe 15 septembrie 2003. Până atunci, puțin peste 25 de exemplare au fost remotorziate, pentru a reduce consumul de diesel și emisiile motorului. În încercarea de a căuta un înlocuitor pentru motoarele Valenta, First GreatWestern a experimentat cu motoare MTU în anul 2005. Motoarele MTU au fost un succes și ele, iar FGW a anunțat înlocuirea motoarelor Valenta la întreaga flotă de locomotive.
Grand Central a fost ultimul operator al motoarelor Valenta, când ultimele locomotive din Clasa 43 cu acest motor au fost retrase pe 22 decembrie 2010, terminând astfel o carieră lungă de 38 de ani. 

## Operatori
Flota de locomotive din Clasa 43, alături de vagoanele Mark 3, se află acum în al cincilea deceniu de exploatare, dovedind astfel fiabilitatea sa. Din cele toate 197 de exemplare construite, doar 194 mai circulă, doar 3 exemplare fiind casate în urma unor accidente. Succesul trenului HST a devenit o sursă de mândrie pentru Britanici, mai ales pentru pasionații feroviari. Totuși ele au parte de un viitor incert, deoarece Great Western Railway și London North Eastern Railway doresc înlocuirea lor cu noile trenuri din Clasele 800, 801 și 802 construite de Hitachi. Introducerea trenurilor Hitachi urmează după ce a fost încercată de mai multe ori înlocuirea trenurilor HST de alte trenuri mai recente (Voyager, Adelante), fără succes deoarece cererea pentru mai multe trenuri a continuat să crească, necesitând menținerea în circulație a trenurilor HST.

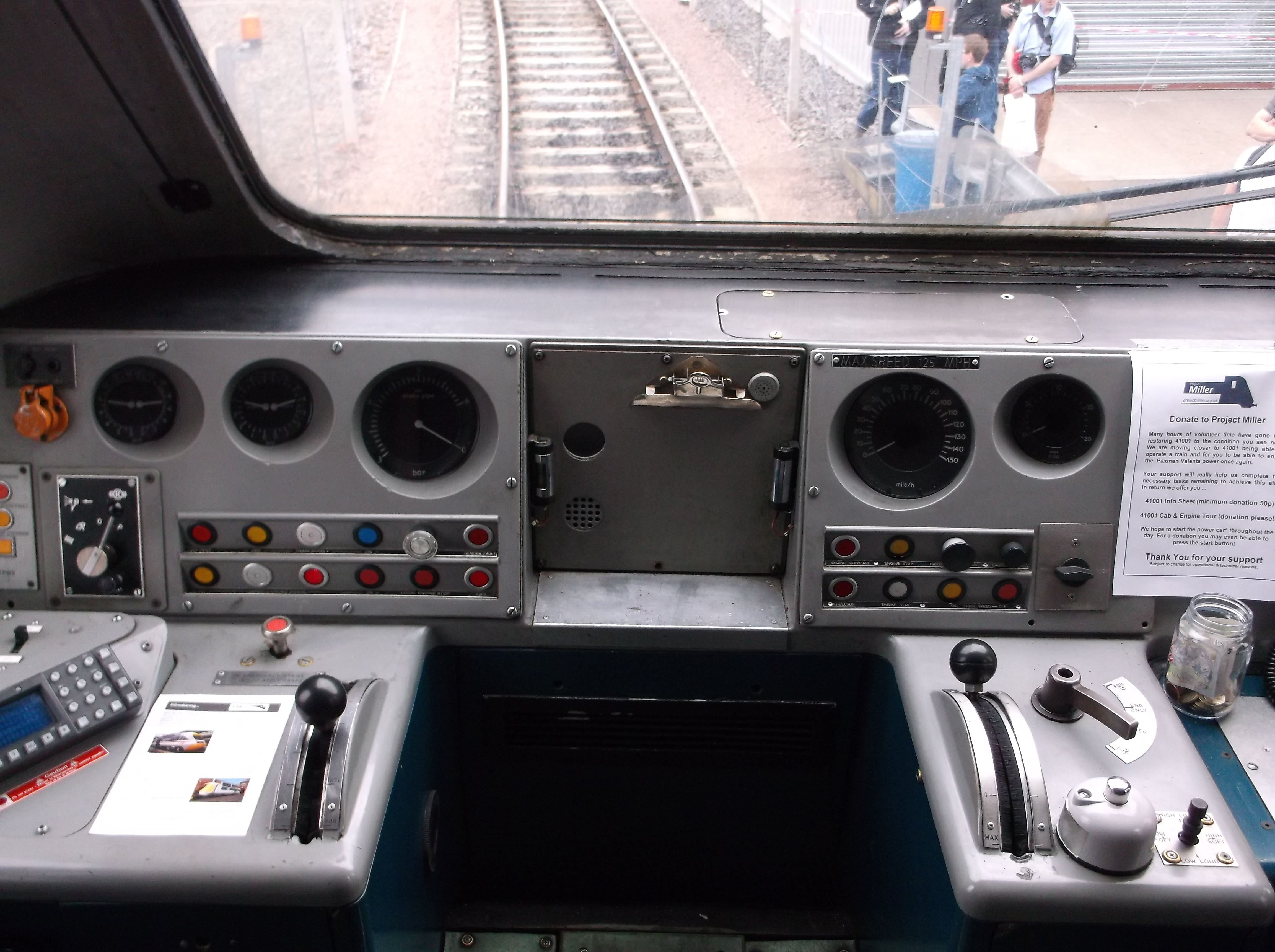
Postul de conducere (cabina) unui exemplar

Utilizarea lor în transportarea de mărfuri în viitor este o posibilitate, deoarece GB Railfreight a anunțat interesul de a achiziționa câteva exemplare, pentru a le transforma în trenuri poștale.

### Statutul flotei
| Statut/Operator              | Imagine | Număr | Observații |
| ---------------------------- | ------- | ----- | --- |
| Abellio ScotRail             |         | 54    | Primele dintre cele 54 locomotive inițial deținute de Great Western Railway au intrat în circulație în octombrie 2018 pe trenuri InterCity dinspre Edinburgh Waverley și Glasgow Queen Street spre Aberdeen și Inverness. Câteva exemplare încă observă schema de vopsire First Great Western. Două locomotive au fost accidentate lângă Stonehaven pe 12 august 2020. |
| CrossCountry                 |         | 10    | 10 locomotive Clasa 43/0, toate cu motoare MTU. Renumerotate în 432xx și 433xx odată cu remotorizarea MTU, prin adăugarea lui 200 la numărul original. |
| East Midlands Trains         |         | 30    | 24 locomotive Clasa 43/0, toate au motoare Paxman VP185. Au numerotarea originală. 6 locomotive Clasa 43/4s cu motoare MTU și cu tampoane, dotate de când cu utilizarea lor drept DVTuri surrogat. |
| Great Western Railway        |         | 24    | 24 vor fi utilizate de GWR pentru trenuri între Cardiff și Penzance, cunoscute drept ”Trenuri Castle”, în formație de 4 vagoane. Restul locomotivelor intră în conservare. |
| Hull Trains                  |         | 4     | Închiriate de la GWR, configurație 2+5. |
| Network Rail                 |         | 3     | Noul Tren de Mărusătoare. Locomotivele utilizate sunt 013, 014, 062. Toate au schema de vopsire galbenă a Network Rail și sunt dotate cu motoare MTU și camere video externe la bot. 013 and 014 dotate cu tampoane. Numerotare originală. |
| London North Eastern Railway |         | 32    | 32 locomotive Clasa 43/0, toate dotate cu motoare MTU. Vor fi scoase din exploatarea companiei odată cu introducerea Clasei 800/Clasei 801 în decembrie 2019. Renumerotate în 432xx și 433xx la remotorizare, prin adăugarea lui 200 la numărul original. |
| Stocate                      |         | 12    | Foste locomotive ale GWR, intrate în conservare temporară la Long Marston și Ely. În total, 42 de locomotive vor intra în conservare temporară. |
| Casate                       |         | 3     | - 43173 - casată în urma accidentului de la Southall în data de 19 septembrie 1997, fiind vândută la fier vechi în urma terminării anchetei. Tăiată de Serco la MoD Shoeburyness. - 43011 - casată în urma accidentului de la Ladbroke Grove în data de 5 octombrie 1999, fiind vândută la fier vechi în urma terminării anchetei. Tăiată de Sims Metals la BREL Crewe în iunie 2002. (Locomotiva 43033 a fost numită ”Brian Cooper”, mecanicul trenului HST care a pierit în accident.) - 43019 - casată în urma accidentului feroviar de la Ufton Nevet în data de 6 noiembrie 2004. Tăiată de Sims Metals din Beeston în iulie 2005. (Locomotiva 43139 a fost numită ”Stanley Martin”, mecanicul trenului care a pierit în accident.) |

## References
1. 1 2  Marsden, Colin J (2013). Rail Guide. Ian Allan Publishing. ISBN 978 0 7110 3739 7.
2. ↑  Daly, Patrick (19 decembrie 2018). „Hull Trains secures emergency train in bid to restore normal service”. Hull Daily Mail. Accesat în 9 februarie 2019.
3. ↑  „HST Info, Great Western Railway”. HST INFORMATION (în engleză). Arhivat din original la 7 aprilie 2019. Accesat în 7 aprilie 2019.
4. ↑  „Diesel Locos”. www.abrail.co.uk. Accesat în 23 iulie 2018.